# Hong Eun-ah
Hong Eun-ah (en coréen : 홍은아), née le 9 janvier 1980, est une arbitre de football sud-coréenne.

## Biographie
Elle a arbitré plusieurs matches de football féminin au niveau local et international, incluant des matches dans la division féminine des Jeux Olympiques d'été de 2008 à Pékin et de 2012 à Londres.
Hong a étudié à l'université de Loughborough et a été demandée en tant qu'arbitre à la finale de la Coupe d'Angleterre de football féminin en 2010.
En novembre 2009, elle a été nommée « arbitre de l'année » par la Confédération asiatique de football (AFC).